# Motoșeni, Bacău
Motoșeni (în trecut, Ursa și Ursa-Motoșeni) este satul de reședință al comunei cu același nume din județul Bacău, Moldova, România.